# Shadow Man
Shadow Man (с англ. — «Человек-тень») — компьютерная игра в жанре экшена от третьего лица, разработанная студией Acclaim Studios Teesside и изданная Acclaim Entertainment в 1999 году для платформ Nintendo 64, PlayStation, Dreamcast и Windows, а 18 октября 2013 года на macOS. Основана на одноимённом комиксе, изначальная версия которого была создана издательством Valiant Comics. Ремастер игры, разработанный Nightdive Studios, был выпущен 13 и 14 января 2022 года на платформах PlayStation 4, Xbox One и Nintendo Switch. Продолжение, названное Shadow Man: 2econd Coming, выпущено для PlayStation 2 в 2002 году.

## Геймплей

### Главный персонаж
Главного героя игры зовут Майкл Ле Руа. За десять лет до начала событий Майкл был студентом университета английской литературы, но был исключен за неуспеваемость. Из-за пагубных привычек он потратил все свои сбережения и ему пришлось работать водителем такси в Чикаго, при этом продолжая тщательно скрывать свои неудачи от семьи в Новом Орлеане. Одной ночью, на вечерней смене, Майкл перевозил пассажира, которого вскоре застрелили в ходе автомобильной перестрелки. На заднем сидении у пассажира оказался чемодан, с суммой наличных денег в $20, 000. Майк забрал чемодан и уехал обратно в Новый Орлеан, к себе домой, где потратил все деньги на семью и оплату операции своего младшего брата Люка. Но вскоре бандиты находят Майка и требуют возврата той суммы денег, угрожая расправой с ним и его семьей. Будучи в отчаянии, Майк находит Бокора, который дает ему защиту от нападения бандитов. Защита срабатывает, но только для него; Семья Ле Руа была расстреляна, будучи в автомобиле, сам Майк был смертельно ранен, но остался единственным выжившим.
Выйдя из комы и поправившись от тяжёлых ранений, Майк осознаёт, что потерял память. В это же время Бокор находит его и забирает «плату» за защиту Майка: Майк становится его зомби-рабом, в дальнейшем выполняя его приказы. Также Майк получает новое имя — Зиро. В конце концов, Агнетта, могущественная, но умирающая жрица Вуду, наносит визит Бокору с парой убийц, чтобы расправиться за удары, которые он нанёс членам её банды. В грядущем хаосе Агнетта находит Майка и с последними силами вдавливает в грудную клетку маску теней, могущественнейший вуду-артефакт. Таким образом, Майк освобождается от магии Бокора, став очередным священным вуду-воином, благословлённым богами и наделённым сверхъестественными силами для защиты мира живых от угроз, исходящих из мира мёртвых. Заполучив древнюю силу, Майк возвращает себе память, которая будет терзать его вечно. Исходя из возникшей безысходности, ему приходится стать слугой Агнетты, выполняя её поручения. С этого момента и начинается история человека-тени.

### Области
Для того чтобы главному герою перейти в следующую область, ему необходимо собрать определённое количество тёмных душ (Dark Souls). Тёмные души представляют собой бывшие души воинов армии Тьмы, которые были повержены и похоронены на территории Земли мёртвых. Для перехода на другую область, кроме указанного количества тёмных душ, герою необходимо найти телепорт, который называется гробовыми воротами (Coffin Gate). Когда герой нашёл врата и открыл их, ему теперь больше нет необходимости их искать — для перемещения он теперь может использовать плюшевого медвежонка.

### Оружие
Основным оружием главного героя является ShadowGun, которое улучшается по мере собирания тёмных душ. Кроме того, в игре есть другие виды оружия, в том числе магические, однако они потребляют некое подобие маны. ShadowGun же потребляет энергию тёмных душ, а она является неисчерпаемой.

### Враги
Для каждой территории, по большому счёту характерны свои виды врагов. В пустошах игроку встретятся скелеты и серые упыри, некоторые из которых способны летать. В развалинах древних храмов можно встретить трупы с двумя головами, а также сестер крови, которые охраняют тёмные души. В замке Legion’а находятся существа с бензопилами, бесформенные существа с крючьями вместо рук, собаки с человеческим лицами, воины с циркулярными пилами и автоматами. Под конец игры герою предстоит сразиться с солдатами армии Legion’a.
Враги также присутствуют и на территории живых — собаки и аллигаторы в Луизиане, трупы без голов — в локации-тюрьме.

## Сюжет
В начале игры игроку показывают ролик, где закадровый голос Джека Потрошителя рассказывает о своих жертвах, и о том, что не хотел убивать, а всего лишь искал источник бессмертной энергии, которым являлись Темные души. Но, из рассказа ясно, что ему это так и не удалось найти. В комнате Джека проявляется странный мужчина с вымазанными кровью губами, в старом строгом костюме, опирающийся на узкий чёрный меч в вывихнутой руке (отсылка к Сатане) как на трость. «Кто ты? Как ты нашел это место?» — спрашивает Джек. «Имя мне — Легион, — отвечает незнакомец, — ибо нас много…» После недолгого разговора странный незнакомец предлагает Джеку сделку, по условиям которой Легион подарит Джеку бессмертие в обмен на то, что последний станет архитектором Собора Боли в Убежище, которое находится в Царстве Мертвых, чтобы там могли собраться такие, как он, и наказать этот ничтожный мир живых. В подтверждение этой сделки Джек должен убить себя, что он незамедлительно сделал, сказав фразу «Ибо нас много…»
Следующая сцена происходит ночью в Новом Орлеане, в квартире Агнетты. Она и Майк (главный герой) спят, и ей снится видение о Апокалипсисе — 5 самых ужасных убийц, Армия Тьмы и возглавляющий их Легион открывают путь в Царство Живых и на планете наступает вечное затмение. Агнетта просыпается от ужаса и говорит Майклу, что пришло время Конца. Она объясняет ему, что ему нужно на следующий день отправится в церковь вуду (где она и проводит ритуалы), чтобы Майк получил все необходимые вещи и смог отправиться в Царство Мертвых за Темными Душами. Она также говорит ему, что эти души — бессмертная сила, но с ними надо обходиться осторожно, иначе Тьма поглотит Майкла. Добравшись, он получает от неё оружие и артефакты, после чего телепортируется в Царство Мертвых, чтобы собрать все Темные Души и предотвратить Апокалипсис…

### Пророчество
Практически в самом начале игры главный герой находит книгу — Пророчество, которая с помощью гадальных карт рассказывает о событиях игры и некоторых игровых загадках. Таким образом это Пророчество позволяет предугадывать события игры.

## Оценки
| Сводный рейтинг    | Сводный рейтинг | Сводный рейтинг | Сводный рейтинг | Сводный рейтинг |
| Издание            | Оценка          | Оценка          | Оценка          | Оценка          |
| Издание            | Dreamcast       | N64             | PC              | PS              |
| ------------------ | --------------- | --------------- | --------------- | --------------- |
| GameRankings       | 76,09 %         | 73,26 %         | 75,97 %         | 53,96 %         |
| Иноязычные издания |                 |                 |                 |                 |
| Издание            | Оценка          | Оценка          | Оценка          | Оценка          |
| Издание            | Dreamcast       | N64             | PC              | PS              |
| AllGame            | [ 6 ]           | N/A             | [ 7 ]           | [ 8 ]           |
| Edge               | N/A             | N/A             | 8/10            | N/A             |
| EGM                | 8/10            | 8/10            | N/A             | N/A             |
| Eurogamer          | N/A             | N/A             | 7/10            | N/A             |
| Game Informer      | 7,75/10         | 7,75/10         | N/A             | 6,75/10         |
| GamePro            | [ 16 ]          | [ 17 ]          | [ 18 ]          | [ 19 ]          |
| GameRevolution     | B−              | C               | B               | N/A             |
| GameSpot           | 6,7/10          | 6,9/10          | 5/10            | 4,4/10          |
| GameSpy            | 6,5/10          | N/A             | N/A             | N/A             |
| IGN                | 8,5/10          | 9,1/10          | 8/10            | 4/10            |
| Nintendo Power     | N/A             | 8,3/10          | N/A             | N/A             |
| OPM                | N/A             | N/A             | N/A             | [ 33 ]          |
| PC Gamer (US)      | N/A             | N/A             | 74 %            | N/A             |